# Sudeste (Omã)
A província do Sudeste (em árabe: مُـحَـافَـظَـة جَـنُـوب الـشَّـرْقِـيَّـة‎; romaniz.: Muḥāfaẓaṫ Ǧanūb aš-Šarqīyah) é uma das 11 províncias constitutivas do Sultanato do Omã. Foi criada em 2011 com a divisão da anterior província Oriental. Segundo censo de 2010, havia 188 032 residentes. Compreende uma área de 12 039 quilômetros quadrados e está subdividida em cinco vilaietes (distritos).

## Vilaietes
| Nome árabe       | Nome português        | Área (km2) | População | Ref.  |
| ---------------- | --------------------- | ---------- | --------- | ----- |
| جعلان بني بوحسن  | Jalane Bani Bu Haçane | 5 445      | 30 146    | [ 1 ] |
| صور              | Sur                   | 1 908      | 64 988    | [ 1 ] |
| مصيرة            | Maceira               | 654        | 8 726     | [ 1 ] |
| جعلان بني بو علي | Jalane Bani Bu Ali    | 2 977      | 64 988    | [ 1 ] |
| الكامل و الوافي  | Alcamil e Aluafi      | 1 055      | 22 816    | [ 1 ] |